# جامعة بليموث للفنون
جامعة بليموث للفنون هي جامعة مستقلة في إنجلترا تأسست سنة 2022. تقع في مدينة بليموث.

## إحصائيات
سنة 2017 بلغ عدد طلاب الجامعة 2000 طالب.